# 弗拉内·农科维奇
弗拉内·农科维奇（1935年4月25日—），克罗地亚男子水球运动员。他曾代表南斯拉夫国家队参加1964年夏季奥林匹克运动会水球比赛，获得一枚银牌。